# Franky
 Der er for få eller ingen kildehenvisninger i denne artikel, hvilket er et problem. Du kan hjælpe ved at angive troværdige kilder til de påstande, som fremføres i artiklen.

Franky (フランキー Furankii) er en fiktiv figur i mangaen og animen One Piece. Han er besætningens skibstømrer og derfor har han ansvaret for vedligeholdelsen af deres skib. Han er en 34 år gammel cyborg fra Water 7 og bliver introduceret i historien som leder af den berygtede Franky Familie, en gruppe skibsnedrivere. Hans oprindelige navn var "Cutty Flam" indtil han ændrede sit originale navn til hans øgenavn efter opfordring fra Iceburg for at skjule hans identitet. Franky og hans håndlangere blev originalt introduceret som fjender i Water 7 Arkten mod Stråhat Piraterne indtil omstændighederne tvang dem til blive allierede. Efter opfordring fra Franky Familien, blev Franky inviteret til at slutte sig til Stråhat Piraterne for at fuldføre hans om at skabe of sejle et skib helt til enden af Grand Line, Thousand Sunny. Han er det ottende medlem af Stråhat Piraterne og den syvende som slutter sig til Luffys besætning. Han er også den anden der startede med at være en tidligere fjende (den først var Nico Robin). Han har en dusør på 44,000,000 Berries. Han stammer oprindeligt fra South Blue hvilket han forlod for 30 år siden som et barn på kun 4 år.

## Personlighed
Franky er viljestærk, excentrisk, frisindet, og har ofte en åbenlys ligegyldighed overfor regler. Han gør hvad han har lyst til når han har lyst til det, selvom han dog ofte ikke har lyst til andet end at bygge stærkere skibe, og beskytter dem han holder af og til tider kan være temmelig excentrisk sammenlignet med nogle af de andre besætningsmedlemmer på grund af hans sære opførsel og knack for at bygge sære ting (så som hans Franky Centaur). På trods af hans sære og fjollet opførsel, har Franky vist sig at være blandt de mest ´modne og and pålidelige af Stråhat Piraterne, og gør ofte en indsats for at underholde de yngre besætningsmedlemmer mens han vedligeholder en alvorlig atmosfære.

## Fortid
Frankys rigtige navn var Cutty Flam. Han blev født i South Blue. Da han var ung, smed hans forældre (som var pirater) han ud fra deres skib og ud i havet. Han blev reddet af den legendarisk skibstømrer Tom, som gjorde Cutty Flam til hans lærling efter han så Cutty Flam bygge en kanon ud af skråt der lå og flød. Toms anden lærling Iceburg gav ham derefter Cutty Flam øgenavnet "Franky" fordi "Cutty Flam er et sært navn". Franky lærte skibstømring af Tom, men han brugte det meste af sin tid på at bygge krigsskibe designet til at jagte og besejre Sea Kings, hver og en navngivet "Battle Franky" med et nummer alt efter den rækkefølge de var blevet bygge. Han proklameret en dag at han ville bygge sit eget skib men ham som skibstømren til hvilket Tom sagde at hvis han kunne opnå dette, ville han have overgået ham.

## Angreb og kampteknik
Franky er en cyborg og har forskellige våben og andre egenskaber indbygget i kroppen, nogle af dem er stærke og brugbare, mens andre er direkte tåbelige og sære.

### Hoved
Frankys hoved er en af de tydligere tegn på at han er en cyborg. Med forskellige aspekter så som en eksponeret metal næse og tre spidse hager kaldet en "Numse Numse Hage", som klart viser at han faktisk er en cyborg. Foruden disse træk, har Franky også foretager nogle modifikationer så hans hoved også kan udføre nogle funktioner. De eneste funktioner relateret til hans hoved, der indtil videre er blevet vist i serien, er hans hår og mund.
- Mund: Under Frankys første møde med Luffy, afsløre han at hans mund er blevet modificeret så han kan spy ild. Senere får man at se at han også kan spy med søm. Mens de fleste funktioner her er relateret til munden, vides det endnu ikke hvor 'ammunitionen', så vel som de andre distance angrebs funktioner, bliver opbevaret.

- Hår: Frankys hår er blevet modificeret så det virker som en måler for hvor meget cola der er tilbage i hans krop. Under Frankys kamp mod Fukuro, fandt man ud af at hans frisyre ændre sig afhængig af hvilken slags brændstof han har.

### Overkrop
Frankys overkrop, som nærmest udgør centeret for hele hans ramme, er det område der er blevet modificeret mest, specielt eftersom det var det område der havde brug for mest reparation. Her har han ombygget det meste i stål, hvilket gør han usårlig overfor de fleste angreb så som sværd og pistoler. Dette giver ham en krop magen til Mr. 1, og tillader ham at kæmpe på lige fod med CP9 agenternes Tekkai teknikker. Han har også modificeret den med nogle funktioner der for det meste sidder i hans arme.
- Skuldre: Under Franky kamp mod Fukuro, så man at Frankys skuldre også er blevet modificeret med kanoner. Under hver kanon åbning er der nogle karakteristiske symboler BF og 36 hvilke Franky indgraveret selv for at markere hans 36. og formodentligt sidste opfindelse. Indtil videre er kanonerne det eneste man har set der er blevet modificeret ind i Frankys skuldre.

- Højre Arm: Under Franky kamp mod Luffy, så man at Franky har modificeret hans højre arm til et våben i en stil meget lig med en nedrivnings kugle, hvor hans hånd udgør selve kuglen. Den øverste halvdel af hans overarm kan affyres i en stil ligesom Luffys eller Buggys slag. Huden på hans hånd kan tages af ligesom en handske, og afsløre en stålhånd. Ved at gøre dette, vil alle Frankys angreb blive forstærket da effekten af hans slag bliver forstærket da hans hånd ikke længere er dækket af hans hud. Indtil videre er han dog kun blevet set anvende dette i direkte kamp.

- Venstre Arm: Under Frankys kamp mod Luffy, så man at Franky har modificeret hans venstre arm til at indeholde forskellige skydevåben. Disse våben giver Franky valget at angribe sin modstander fra afstand. Den eneste anden funktion der er blevet set modificeret i denne arm der ikke er et distance angreb er dens evne til at omdannes til at skjold. Indtil videre har man kun set ham bruge denne arm til distance angreb, selvom han dog er blevet set udføre almindelige slag.

- Begge Arme: Foruden sin evne til at udføre forskellige funktioner med sine arme hver for sig, besidder Franky også evnen til at udføre forskellige funktioner med begge arme. Det mest almindelige angreb indtil videre er Coup de Vent, en funktion hvor han forbinder begge arme via et T-formet rør kaldet en Forbinder og affyre en kanonkugle bestående af komprimeret luft. Coup de Vent er indtil videre et af Frankys stærkeste angreb.

- Køleskab: Frankys mave indeholder et køleskab hvor hans tarme skulle være. Dette er selve kernen i hele hans Cyborg krop, eftersom han opbevare tre flasker af cola i den som han bruger som brændstof til alle sine angreb.

### Underkrop
Indtil videre udgør størstedelen af Frankys underkrop nogle tæmmelig vulgære funktioner. Disse funktioner, på trods af deres uhøflig natur, giver åbenbart Franky lige så mange fordele som resten af hans funktioner. Indtil videre lader hans ben til at være blevet modificeret med de fleste funktioner. Selvom Franky har udtalt at kun hans ryg er den eneste del af ham der ikke er modificeret, lader det ikke til at alle hans andre nedre kropsdele er blevet modificeret.
- Ben: Under Frankys kamp mod Nero, ser man at Franky har modificeret sine ben og hofter så de kan splittes i to vertikalt og producere to set ben. Fronten kan derefter skydes fremad og få Franky til at ligne en omvende "Centaur". Dette er indtil videre den eneste funktion i Frankys ben. Denne funktion er en af hans mere bizarre funktioner.

- Balder: Mens Franky var i lænker hos CP9, så man at Franky havde modificeret sine balder så de kunne oppuste til enorme proportioner. Formålet med denne funktion er at lager store mængder af gas som han kan frigøre og suse afsted som en raket, efterladende en sky af stinkende gas. Denne funktion er en af hans mere bizarre funktioner.